# Dan Potra
Daniel Nicolae Potra (n. 28 iulie 1978, Timișoara, România) este un gimnast român, laureat cu bronz la Atena 2004.

## Biografie
A terminat Liceul "Henri Coandă", iar în anul 2000 a absolvit Facultatea de Educație Fizică și Sport din Timișoara. A început gimnastica artistică de performanță de la vârsta de 5 ani, la Timișoara, sub îndrumarea profesorului Ioan Boici. În perioada 1992 - 1996 a fost component al lotului olimpic de juniori de la Timișoara, iar din anul 2000 este component al lotului olimpic de seniori de la București.
Dan Potra a obținut performanțe deosebite la Campionatele Europene, Mondiale și în special la Jocurile Olimpice. Este medaliat cu bronz la cal cu mânere la Campionatele Europene de la Copenhaga, din anul 1996.
În anul 2001 obține titlul de campion național absolut la individual compus la Campionatul Național de la Focșani și obține locul IV la individual compus în cadrul Campionatului Mondial de la Ghent din Belgia.
La Campionatele Europene de la Petras - Grecia din 2002 obține titlul de campion european absolut la individual compus și campion european cu echipa României. În anul 2003 obține locul V cu echipa la Campionatul Mondial de la Anaheim - S.U.A, iar în 2004 câștigă titlul de campion european cu echipa la Campionatele Europene de la Lublijana - Slovenia.
Dar cea mai înaltă distincție pe care a obținut-o Dan Potra este locul III câștigat cu echipa la Jocurile Olimpice de la Atena - 2004.